# Congress (Arizona)
Congress es un lugar designado por el censo ubicado en el condado de Yavapai en el estado estadounidense de Arizona. En el Censo de 2010 tenía una población de 1975 habitantes y una densidad poblacional de 20,23 personas por km².

## Geografía
Congress se encuentra ubicado en las coordenadas 34°9′11″N 112°51′56″O / 34.15306, -112.86556. Según la Oficina del Censo de los Estados Unidos, Congress tiene una superficie total de 97.62 km², de la cual 97.53 km² corresponden a tierra firme y (0.09%) 0.09 km² es agua.

## Demografía
Según el censo de 2010, había 1975 personas residiendo en Congress. La densidad de población era de 20,23 hab./km². De los 1975 habitantes, Congress estaba compuesto por el 93.11% blancos, el 0.51% eran afroamericanos, el 1.06% eran amerindios, el 0.25% eran asiáticos, el 0.15% eran isleños del Pacífico, el 3.04% eran de otras razas y el 1.87% pertenecían a dos o más razas. Del total de la población el 11.39% eran hispanos o latinos de cualquier raza.